# Meister mit den Bandrollen

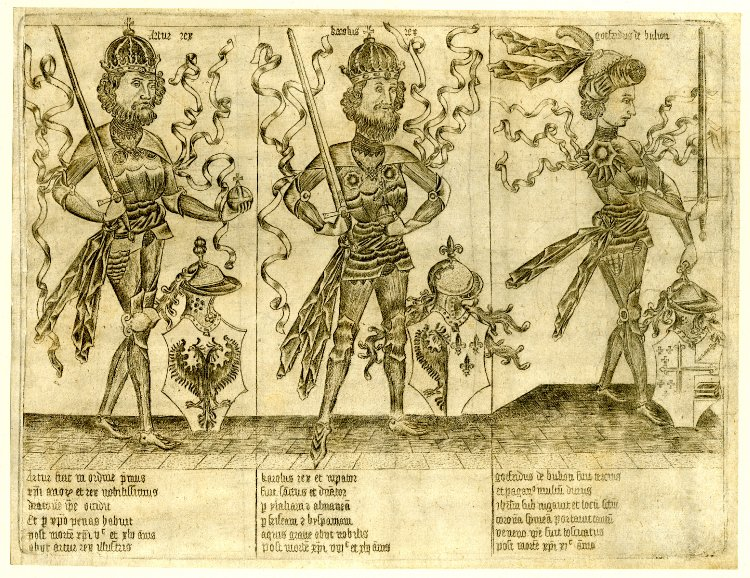
Meister mit den Bandrollen: Drei christliche Könige

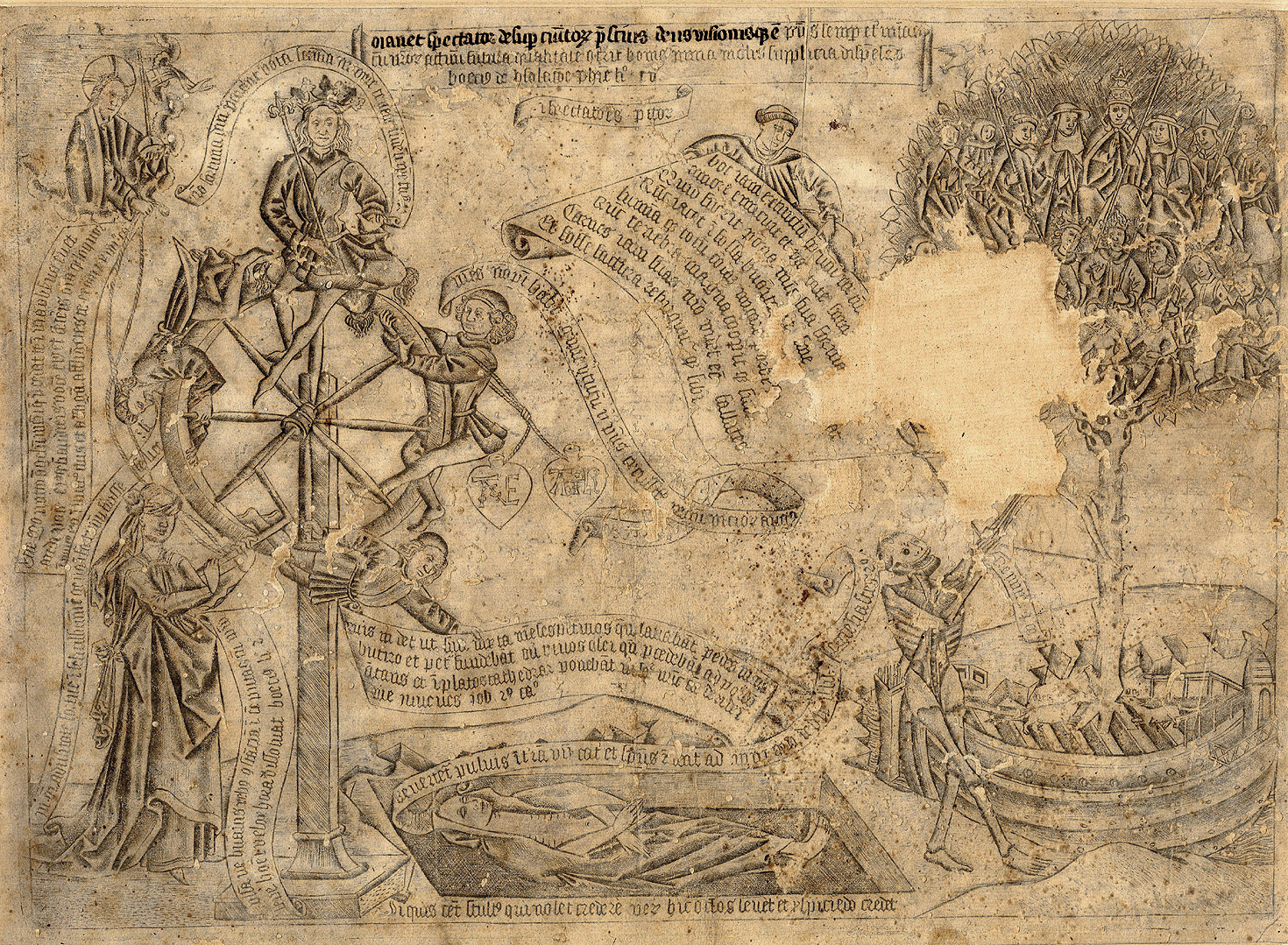
Meister mit den Bandrollen: Das Glücksrad

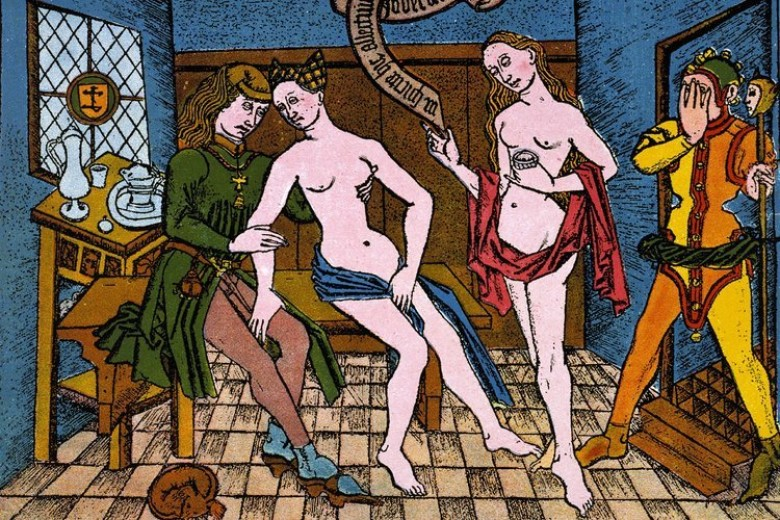
Bordell im 15. Jahrhundert, um 1465

Als Meister mit den Bandrollen oder Meister der Bandrollen (französisch Maître aux banderolles, englisch Master with the Banderoles) wird ein namentlich nicht bekannter Künstler bezeichnet, der um 1465 als Kupferstecher tätig war.

## Namensgebung
Der Meister mit den Bandrollen erhielt seinen Notnamen nach den Bandrollen, mit denen er viele seiner Blätter versehen hat, und die in gotischer Schrift lateinische Sprüche wiedergeben. Diese gehen den Figuren in den Bildern als „Spruchbänder“ aus dem Mund. Einige seiner Werke waren vormals dem Meister der Weibermacht zugeordnet worden.

## Herkunft
Der Meister mit den Bandrollen stammt eventuell aus Flandern, da einige der ihm zugeschriebenen Werke Zitate in Niederländisch enthalten.

## Stil und Werke (Auswahl)
Dem Meister mit den Bandrollen werden um die 130 Werke zugeschrieben. Sie finden sich zum Beispiel in London im British Museum. Es handelt sich oft um Kopien von Werken anderer Künstler, darunter solche des Meisters der Spielkarten, des Meisters E. S, Stefan Lochners, Rogiers van der Weyden und anderer. Sein Werk ist nicht unbedingt als von hoher künstlerischer Fertigkeit zu betrachten.